# Llista d'asteroides/212701-212800
| Nom      | Designació provisional | Data de descobriment   | Lloc de descobriment | Descobridor/s          |
| -------- | ---------------------- | ---------------------- | -------------------- | ---------------------- |
| 212701 - | 2007 QR9               | 22 d'agost de 2007     | Socorro              | LINEAR                 |
| 212702 - | 2007 QQ11              | 23 d'agost de 2007     | Kitt Peak            | Spacewatch             |
| 212703 - | 2007 RA13              | 2 de setembre de 2007  | Catalina             | CSS                    |
| 212704 - | 2007 RA14              | 8 de setembre de 2007  | OAM                  | La Sagra               |
| 212705 - | 2007 RF15              | 12 de setembre de 2007 | Remanzacco           | Remanzacco             |
| 212706 - | 2007 RU16              | 12 de setembre de 2007 | Goodricke-Pigott     | R. A. Tucker           |
| 212707 - | 2007 RD17              | 13 de setembre de 2007 | Mount Lemmon         | Mount Lemmon Survey    |
| 212708 - | 2007 RW24              | 4 de setembre de 2007  | Mount Lemmon         | Mount Lemmon Survey    |
| 212709 - | 2007 RC39              | 8 de setembre de 2007  | Catalina             | CSS                    |
| 212710 - | 2007 RS39              | 9 de setembre de 2007  | Kitt Peak            | Spacewatch             |
| 212711 - | 2007 RE45              | 9 de setembre de 2007  | Kitt Peak            | Spacewatch             |
| 212712 - | 2007 RW46              | 9 de setembre de 2007  | Kitt Peak            | Spacewatch             |
| 212713 - | 2007 RN57              | 9 de setembre de 2007  | Kitt Peak            | Spacewatch             |
| 212714 - | 2007 RY57              | 9 de setembre de 2007  | Anderson Mesa        | LONEOS                 |
| 212715 - | 2007 RO92              | 10 de setembre de 2007 | Mount Lemmon         | Mount Lemmon Survey    |
| 212716 - | 2007 RY103             | 11 de setembre de 2007 | Catalina             | CSS                    |
| 212717 - | 2007 RH118             | 11 de setembre de 2007 | Mount Lemmon         | Mount Lemmon Survey    |
| 212718 - | 2007 RO126             | 12 de setembre de 2007 | Mount Lemmon         | Mount Lemmon Survey    |
| 212719 - | 2007 RN127             | 12 de setembre de 2007 | Mount Lemmon         | Mount Lemmon Survey    |
| 212720 - | 2007 RA128             | 12 de setembre de 2007 | Mount Lemmon         | Mount Lemmon Survey    |
| 212721 - | 2007 RX134             | 12 de setembre de 2007 | Anderson Mesa        | LONEOS                 |
| 212722 - | 2007 RM135             | 13 de setembre de 2007 | Anderson Mesa        | LONEOS                 |
| 212723 - | 2007 RN138             | 14 de setembre de 2007 | Andrushivka          | Andrushivka            |
| 212724 - | 2007 RP144             | 14 de setembre de 2007 | Socorro              | LINEAR                 |
| 212725 - | 2007 RC145             | 14 de setembre de 2007 | Socorro              | LINEAR                 |
| 212726 - | 2007 RD145             | 14 de setembre de 2007 | Socorro              | LINEAR                 |
| 212727 - | 2007 RW161             | 13 de setembre de 2007 | Mount Lemmon         | Mount Lemmon Survey    |
| 212728 - | 2007 RK162             | 13 de setembre de 2007 | Mount Lemmon         | Mount Lemmon Survey    |
| 212729 - | 2007 RJ168             | 10 de setembre de 2007 | Kitt Peak            | Spacewatch             |
| 212730 - | 2007 RG184             | 13 de setembre de 2007 | Kitt Peak            | Spacewatch             |
| 212731 - | 2007 RF188             | 9 de setembre de 2007  | Kitt Peak            | Spacewatch             |
| 212732 - | 2007 RL193             | 12 de setembre de 2007 | Catalina             | CSS                    |
| 212733 - | 2007 RV194             | 12 de setembre de 2007 | Anderson Mesa        | LONEOS                 |
| 212734 - | 2007 RX235             | 12 de setembre de 2007 | Mount Lemmon         | Mount Lemmon Survey    |
| 212735 - | 2007 RT242             | 15 de setembre de 2007 | Socorro              | LINEAR                 |
| 212736 - | 2007 RC244             | 15 de setembre de 2007 | Socorro              | LINEAR                 |
| 212737 - | 2007 RZ252             | 13 de setembre de 2007 | Mount Lemmon         | Mount Lemmon Survey    |
| 212738 - | 2007 RJ271             | 15 de setembre de 2007 | Mount Lemmon         | Mount Lemmon Survey    |
| 212739 - | 2007 RN271             | 15 de setembre de 2007 | Mount Lemmon         | Mount Lemmon Survey    |
| 212740 - | 2007 RZ273             | 15 de setembre de 2007 | Kitt Peak            | Spacewatch             |
| 212741 - | 2007 RH277             | 5 de setembre de 2007  | Catalina             | CSS                    |
| 212742 - | 2007 RU277             | 5 de setembre de 2007  | Catalina             | CSS                    |
| 212743 - | 2007 RT289             | 14 de setembre de 2007 | Catalina             | CSS                    |
| 212744 - | 2007 RL296             | 15 de setembre de 2007 | Mount Lemmon         | Mount Lemmon Survey    |
| 212745 - | 2007 SG19              | 18 de setembre de 2007 | Mount Lemmon         | Mount Lemmon Survey    |
| 212746 - | 2007 SF20              | 18 de setembre de 2007 | Mount Lemmon         | Mount Lemmon Survey    |
| 212747 - | 2007 TY                | 2 d'octubre de 2007    | Antares              | Antares Observatory    |
| 212748 - | 2007 TB2               | 4 d'octubre de 2007    | Kitt Peak            | Spacewatch             |
| 212749 - | 2007 TM4               | 6 d'octubre de 2007    | 7300 Observatory     | W. K. Y. Yeung         |
| 212750 - | 2007 TW6               | 6 d'octubre de 2007    | OAM                  | La Sagra               |
| 212751 - | 2007 TD9               | 6 d'octubre de 2007    | Socorro              | LINEAR                 |
| 212752 - | 2007 TA10              | 6 d'octubre de 2007    | Socorro              | LINEAR                 |
| 212753 - | 2007 TE11              | 6 d'octubre de 2007    | Socorro              | LINEAR                 |
| 212754 - | 2007 TL12              | 6 d'octubre de 2007    | Socorro              | LINEAR                 |
| 212755 - | 2007 TW12              | 6 d'octubre de 2007    | Socorro              | LINEAR                 |
| 212756 - | 2007 TY16              | 7 d'octubre de 2007    | Calvin-Rehoboth      | Calvin College         |
| 212757 - | 2007 TZ19              | 6 d'octubre de 2007    | Socorro              | LINEAR                 |
| 212758 - | 2007 TR27              | 4 d'octubre de 2007    | Kitt Peak            | Spacewatch             |
| 212759 - | 2007 TM29              | 4 d'octubre de 2007    | Kitt Peak            | Spacewatch             |
| 212760 - | 2007 TF38              | 4 d'octubre de 2007    | Catalina             | CSS                    |
| 212761 - | 2007 TA40              | 6 d'octubre de 2007    | Kitt Peak            | Spacewatch             |
| 212762 - | 2007 TN40              | 6 d'octubre de 2007    | Kitt Peak            | Spacewatch             |
| 212763 - | 2007 TH44              | 7 d'octubre de 2007    | Kitt Peak            | Spacewatch             |
| 212764 - | 2007 TU57              | 4 d'octubre de 2007    | Kitt Peak            | Spacewatch             |
| 212765 - | 2007 TK63              | 7 d'octubre de 2007    | Mount Lemmon         | Mount Lemmon Survey    |
| 212766 - | 2007 TK66              | 8 d'octubre de 2007    | Pla D'Arguines       | R. Ferrando            |
| 212767 - | 2007 TG70              | 10 d'octubre de 2007   | Mount Lemmon         | Mount Lemmon Survey    |
| 212768 - | 2007 TO70              | 12 d'octubre de 2007   | Goodricke-Pigott     | R. A. Tucker           |
| 212769 - | 2007 TZ78              | 5 d'octubre de 2007    | Kitt Peak            | Spacewatch             |
| 212770 - | 2007 TL79              | 5 d'octubre de 2007    | Kitt Peak            | Spacewatch             |
| 212771 - | 2007 TZ87              | 8 d'octubre de 2007    | Mount Lemmon         | Mount Lemmon Survey    |
| 212772 - | 2007 TZ92              | 6 d'octubre de 2007    | Kitt Peak            | Spacewatch             |
| 212773 - | 2007 TA115             | 8 d'octubre de 2007    | Anderson Mesa        | LONEOS                 |
| 212774 - | 2007 TR118             | 9 d'octubre de 2007    | Anderson Mesa        | LONEOS                 |
| 212775 - | 2007 TC120             | 7 d'octubre de 2007    | Catalina             | CSS                    |
| 212776 - | 2007 TQ125             | 6 d'octubre de 2007    | Kitt Peak            | Spacewatch             |
| 212777 - | 2007 TH139             | 9 d'octubre de 2007    | Kitt Peak            | Spacewatch             |
| 212778 - | 2007 TW141             | 9 d'octubre de 2007    | Mount Lemmon         | Mount Lemmon Survey    |
| 212779 - | 2007 TA143             | 15 d'octubre de 2007   | Chante-Perdrix       | Chante-Perdrix         |
| 212780 - | 2007 TQ158             | 9 d'octubre de 2007    | Socorro              | LINEAR                 |
| 212781 - | 2007 TU165             | 11 d'octubre de 2007   | Socorro              | LINEAR                 |
| 212782 - | 2007 TT186             | 13 d'octubre de 2007   | Socorro              | LINEAR                 |
| 212783 - | 2007 TO203             | 8 d'octubre de 2007    | Mount Lemmon         | Mount Lemmon Survey    |
| 212784 - | 2007 TV212             | 7 d'octubre de 2007    | Kitt Peak            | Spacewatch             |
| 212785 - | 2007 TG213             | 7 d'octubre de 2007    | Kitt Peak            | Spacewatch             |
| 212786 - | 2007 TC217             | 7 d'octubre de 2007    | Kitt Peak            | Spacewatch             |
| 212787 - | 2007 TF221             | 9 d'octubre de 2007    | Kitt Peak            | Spacewatch             |
| 212788 - | 2007 TK221             | 9 d'octubre de 2007    | Kitt Peak            | Spacewatch             |
| 212789 - | 2007 TH226             | 8 d'octubre de 2007    | Catalina             | CSS                    |
| 212790 - | 2007 TX228             | 8 d'octubre de 2007    | Kitt Peak            | Spacewatch             |
| 212791 - | 2007 TN232             | 8 d'octubre de 2007    | Kitt Peak            | Spacewatch             |
| 212792 - | 2007 TZ233             | 8 d'octubre de 2007    | Kitt Peak            | Spacewatch             |
| 212793 - | 2007 TQ242             | 8 d'octubre de 2007    | Catalina             | CSS                    |
| 212794 - | 2007 TM243             | 8 d'octubre de 2007    | Catalina             | CSS                    |
| 212795 - | 2007 TD247             | 9 d'octubre de 2007    | XuYi                 | PMO NEO Survey Program |
| 212796 - | 2007 TE247             | 9 d'octubre de 2007    | XuYi                 | PMO NEO Survey Program |
| 212797 - | 2007 TG247             | 9 d'octubre de 2007    | XuYi                 | PMO NEO Survey Program |
| 212798 - | 2007 TK257             | 10 d'octubre de 2007   | Kitt Peak            | Spacewatch             |
| 212799 - | 2007 TB289             | 11 d'octubre de 2007   | Catalina             | CSS                    |
| 212800 - | 2007 TN292             | 8 d'octubre de 2007    | Mount Lemmon         | Mount Lemmon Survey    |